# Het lied van de zeemeermin (album)
Het lied van de zeemeermin is het tweeëntwintigste studioalbum van K3 en het derde album in de bezetting van Julia Boschman, Marthe De Pillecyn en Hanne Verbruggen. Het album kwam uit op 22 november 2024. De eerste single van het album, genaamd Fata Morgana, kwam uit op 17 mei 2023. Als tweede single werd Zomer van liefde uitgebracht op 29 mei 2024. De derde single Het lied van de zeemeermin, die ook fungeert als titeltrack, werd op 16 oktober 2024 uitgebracht. Ook de covers van K3 uit het tiende seizoen van Liefde Voor Muziek werden toegevoegd op het album. De nummers op het album zijn geschreven door Alain Vande Putte.
Het album is teevens de soundtrack van de langspeelfilm K3 en het Lied van de Zeemeermin.

## Tracklist
| Nr. | Titel                      | Duur |
| --- | -------------------------- | ---- |
| 1.  | Het lied van de zeemeermin | 3:50 |
| 2.  | Zomer van liefde           | 3:40 |
| 3.  | K3 4-ever                  | 4:19 |
| 4.  | Jouw beste vriendin        | 3:24 |
| 5.  | Ben ik dan zo anders       | 4:26 |
| 6.  | Canta lysinga              | 3:19 |
| 7.  | Vakantie                   | 6:34 |
| 8.  | Liefde is een eiland       | 3:31 |
| 9.  | Fata Morgana               | 3:58 |
| 10. | Kinderen van de regenboog  | 3:28 |
| 11. | Zomerlijf                  | 3:45 |
| 12. | Beest                      | 2:58 |
| 13. | Jij bent                   | 3:08 |
| 14. | Vanbinnen                  | 3:42 |
| 15. | Hoofd in de wolken         | 3:35 |
| 16. | Labo van liefde            | 3:42 |
| 17. | Adem                       | 3:07 |